# Tombaugh Regio
La Tombaugh Regio, soprannominata il Cuore di Plutone, per via della sua forma, è un'importante caratteristica superficiale del pianeta nano Plutone. Si tratta di una vasta regione di colore chiaro, del diametro di circa 2400 km.
La regione è stata identificata il 13 luglio 2015 nella prima immagine giunta dalla New Horizons dopo che la sonda si era ripresa da un malfunzionamento che l'aveva mandata temporaneamente in modalità provvisoria. La NASA la indicò inizialmente come un "cuore" in riferimento alla sua forma. Il 15 luglio 2015, la regione è stata denominata "Tombaugh Regio" dal team della New Horizons, in onore dell'astronomo Clyde Tombaugh, lo scopritore di Plutone. La denominazione ha successivamente ricevuto l'approvazione ufficiale dell'Unione Astronomica Internazionale (IAU).
I dati raccolti indicano che i due lobi del cuore sono distinti, anche se condividono entrambi un aspetto brillante. Il lobo sinistro del cuore è più regolare rispetto a quello destro, e di colore leggermente diverso. Le speculazioni iniziali suggeriscono che il lobo sinistro potrebbe essere un grande cratere d'impatto successivamente riempitosi di neve d'azoto. I punti luminosi all'interno della regione si pensa siano cime montagnose; foto giunte a Terra il 15 luglio 2015, hanno evidenziato la presenza di montagne di ghiaccio d'acqua alte oltre 3400 metri. Non sembrano essere presenti crateri in questa regione, il che suggerisce che almeno una parte del cuore abbia un'età di meno di 100 milioni di anni, e che quindi indica che Plutone sia ancora geologicamente attivo.
Da decenni, prima del fly-by della New Horizons, la zona era stata identificata come una piccola macchia luminosa, anche se era ovviamente impossibile ottenere una risoluzione sufficiente per poterne determinare la forma.